# 地附山
地附山（じづきやま）は長野県長野市の北西側にある山。標高は733 m。裾花凝灰岩層で形成される山で、風化により凝灰岩が変質し粘土質鉱物のモンモリロナイトと呼ばれるものになり、粘土質鉱物が災害の際のすべり層となった。

## 歴史
山頂から北東に伸びる尾根には地附山古墳群があり、1986年（昭和61年）の筑波大学の測量調査で前方後円墳とみられている（地附山前方後円墳）。正式な発掘調査は行われていないため、正確な墳丘形態や築造年代はわかっていないが、5世紀中頃から後半の築造と推定されている。
北東に伸びる尾根には中世の山城跡の枡形城跡（桝形城跡）もある。

### 観光開発
1960年（昭和35年）6月、観光都市を目指した長野市は、観光開発推進委員会を設置して五か年計画による観光開発案を策定した。これは、善光寺を観光の中心にし、その周辺の大峰山・地附山・飯綱高原一帯を観光地に開発しようとするものだった。
地元資金によって設立された長野国際観光株式会社は、地附山を中心に観光開発に取り組み、1961年（昭和36年）春の善光寺御開帳と長野産業文化博覧会に合わせ、雲上殿近くから地附山頂まで善光寺ロープウェイが設置され、3月に運転を開始した。営業ロープウェイは長野県下では初めてとされ、「いいづな」と「とがくし」という41人乗りゴンドラ2台で運行された。雲上台駅の駅舎は鉄筋で食堂もあり、その規模も全国一と言われた。
同年5月3日には山頂駅に隣接して遊園地が開園し、飛行塔や動物園が人気を博した。このほか山頂にはスキー場や観光リフトが設けられ、雲上台駅東側には6ホールをもつゴルフ場の開発、市街地を見下ろす大展望浴場をもつ善光寺ヘルスセンターが開館し、当時はとても賑わっていた。
しかし、1964年（昭和39年）8月に有料道路の戸隠バードライン（戸隠有料道路）が完成、地附山側に上松料金所が設置された。これにより地附山が通過点となってしまい、地附山観光は低迷していった。1971年（昭和46年）に長野国際観光株式会社は閉鎖し、ロープウェイは市開発公社に移譲されたが、1974年（昭和49年）4月に運休、1975年（昭和50年）10月に廃止となる。

### 地すべり災害
1985年（昭和60年）7月20日頃から木の根が切れる音や、戸隠バードラインでの亀裂、斜面の小崩落などの前兆現象があり、行政による監視体制が続いていたが、7月26日午後5時ごろ、大轟音とともに大規模な地すべりが発生。南東側の斜面が幅約450メートル、長さ約350メートルに渡って削り取られたようになった。移動した土砂は500万立方メートルともいわれている。地滑りの様子はテレビ局により撮影され、麓の建物が倒壊する瞬間が茶の間に流された。
地すべりにより、斜面にあった戸隠バードラインは寸断（迂回路が事実上の新ルートとされたため、以降、復旧は断念された）。老人ホーム「松寿荘」の一部建物が押しつぶされ、危険に気づいた職員らにより一部は助け出されたものの多数の死者を出した。戸隠バードラインの建設と地すべり発生の因果関係は、1997年（平成9年）6月に長野地方裁判所は「県の戸隠有料道路の管理上の瑕疵（かし）が地すべりの原因になった」という判決を下している。なお、田中康夫長野県知事（当時）により一旦建設計画が中止された浅川ダムは、同じ地附山の北東側に位置し、地すべりの懸念が建設反対派の根拠のひとつになっていた。その後、浅川ダムは2010年（平成22年）に建設に着手し、2017年（平成29年）に完成した。
長野県警は災害警備本部を設置。消防などと連携し、27日には土砂に埋もれた松寿荘から19人が救出される。山のふもとにある長野市立湯谷小学校は、土砂が押し寄せた湯谷団地や全半壊した家の住民の避難所となった。
1986年（昭和61年）の警察白書によると、最終的な死者は26人、負傷者は14人、全半壊家屋60棟。動員した警察官はのべ7,000人。車両はのべ1,100台が投入された。
この災害の際に全国から1億4,529万7,912円の義援金が集まったが、長野市地域広域行政事務組合の施設である松寿荘再建を目的に、5,000万円の義援金を長野市地域広域行政事務組合に配分した。さらに長野市地域広域行政事務組合へ1,461万1,709円の義援金が集まり、長野市地域広域行政事務組合が取得した。松寿荘は、元の場所から東に位置する長野市上野2丁目に再建された。

#### 地学的知見
地附山の山頂南側の小川累層と呼ばれる斜面が地すべりを起こしたもので、中新世後紀から洪積世初期の堆積岩と火砕岩類からなり、上から畑山砂質泥岩層（300メートル）、裾花凝灰岩層（700-800メートル）、浅川泥岩層（300メートル）と呼ばれている（括弧内は現場付近での推定される厚み）。地すべりを起こした土砂には、表土層もあるが多くは流紋岩質凝灰角礫岩の粘土化したものである。水分を多量に含みグリス状に粘土化し軟弱となった層が、上に乗る土砂の重みに耐えられなくなり地すべりを起こしている。経験則から見れば、現場付近には明治以降の地すべり痕跡もあり、古い地すべり箇所が再度地すべりを起こした典型的な例である。同じ裾花凝灰岩層地域では、他に茶臼山の地すべりも知られている。

## 防災メモリアル地附山公園
防災メモリアル地附山公園（ぼうさいメモリアルじづきやまこうえん）は、長野市上松の地すべり跡地のうち6.3ヘクタールを利用して整備された公園（風致公園）。2004年（平成16年）秋に開園した。
園内には地附山観測センター（地すべり資料館）や、集水井・集水路などの抑制工があり、地すべり災害とその対策について学ぶことができる。また、長野市街地から志賀高原まで見渡せる展望台のほか、ローラー滑り台やアスレティックなどの遊具がある。
夜間と冬期（11月23日〜4月1日）は閉鎖される。

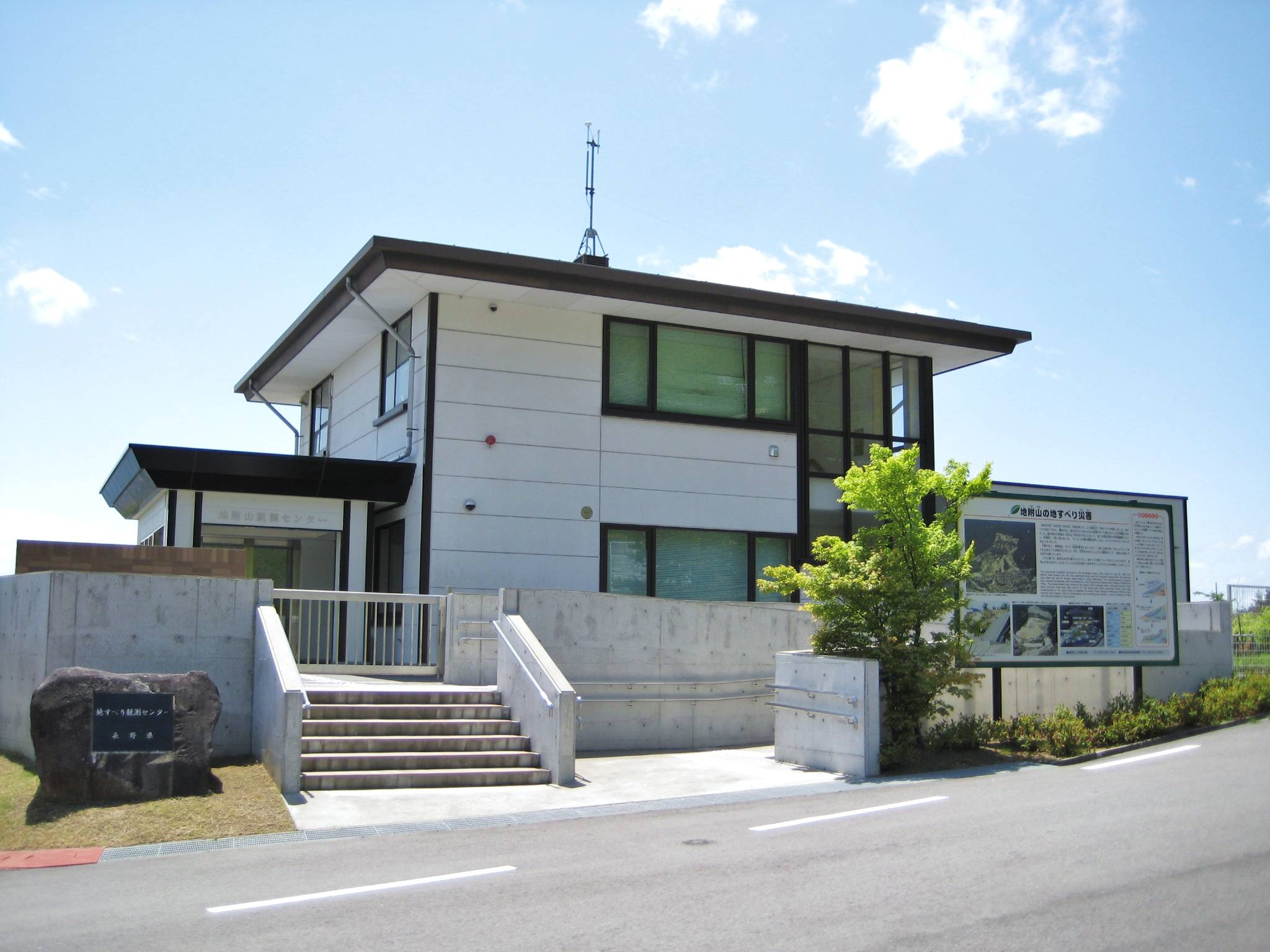
地附山地すべり観測センター
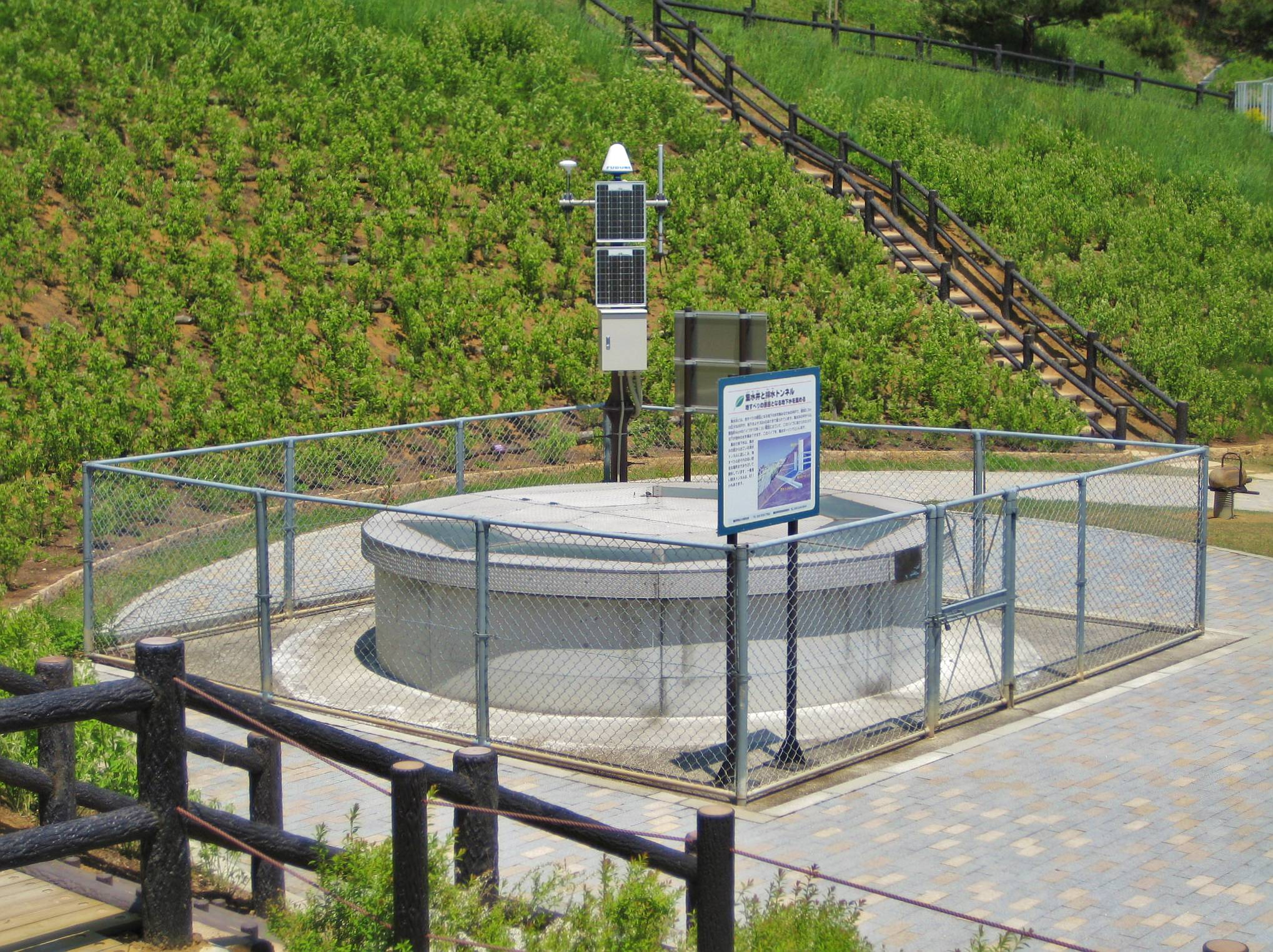
排水のための集水井とGPSを用いた地すべり監視システム
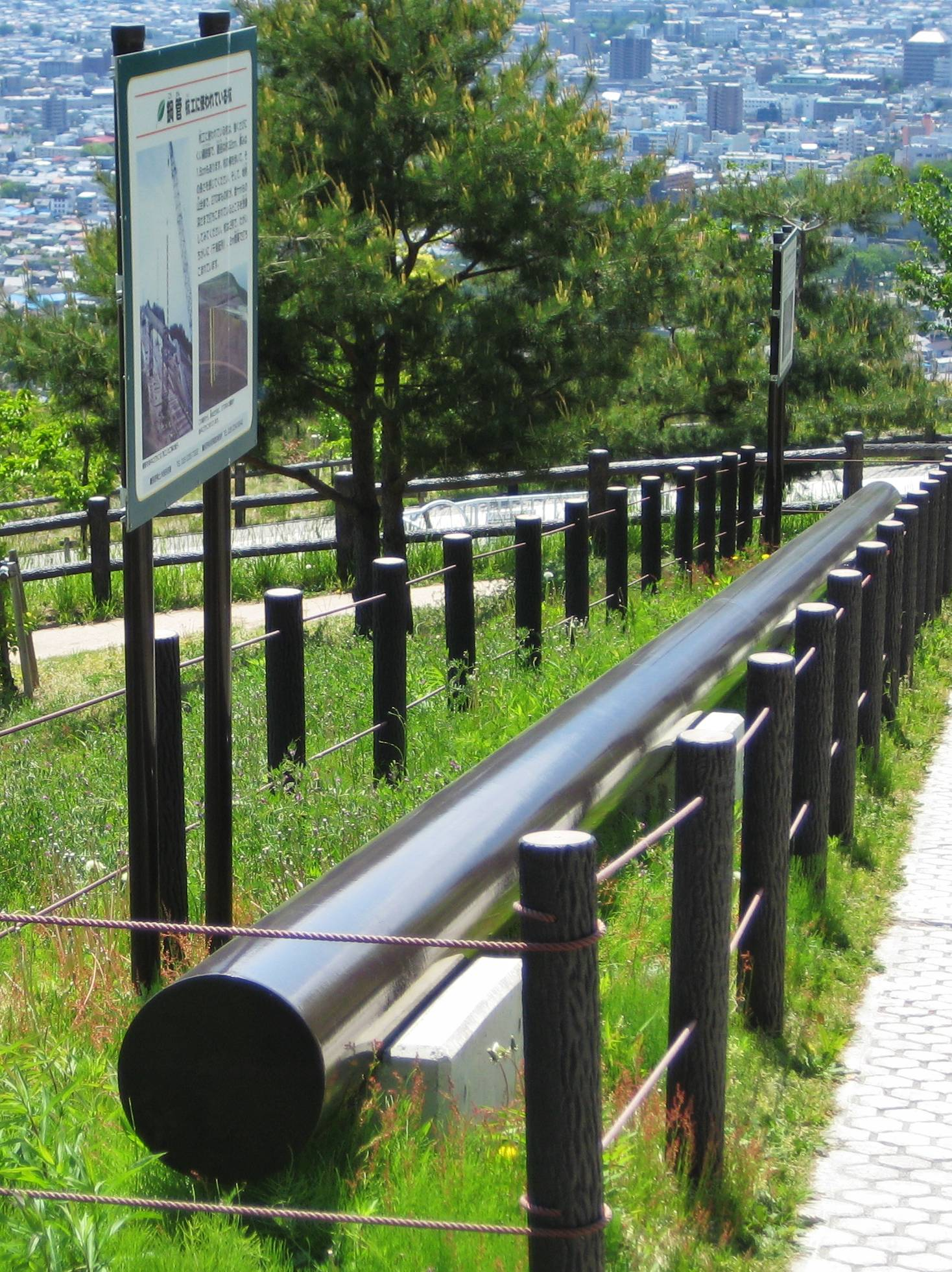
地附山に打ち込まれた杭